# Gueorgui Broussilov
Pour les articles homonymes, voir Broussilov.
Gueorgui Lvovitch Broussilov (en russe : Гео́ргий Льво́вич Бруси́лов ; Nikolaïev, 19 mai 1884 - Mer de Kara, après avril 1914) est un officier de la Marine impériale de Russie et explorateur arctique russe.

## Biographie

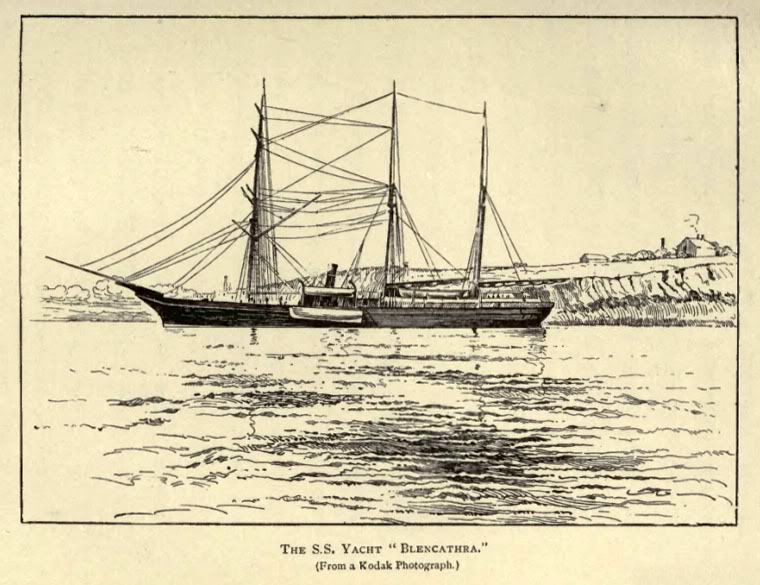
Le Sviataïa Anna.

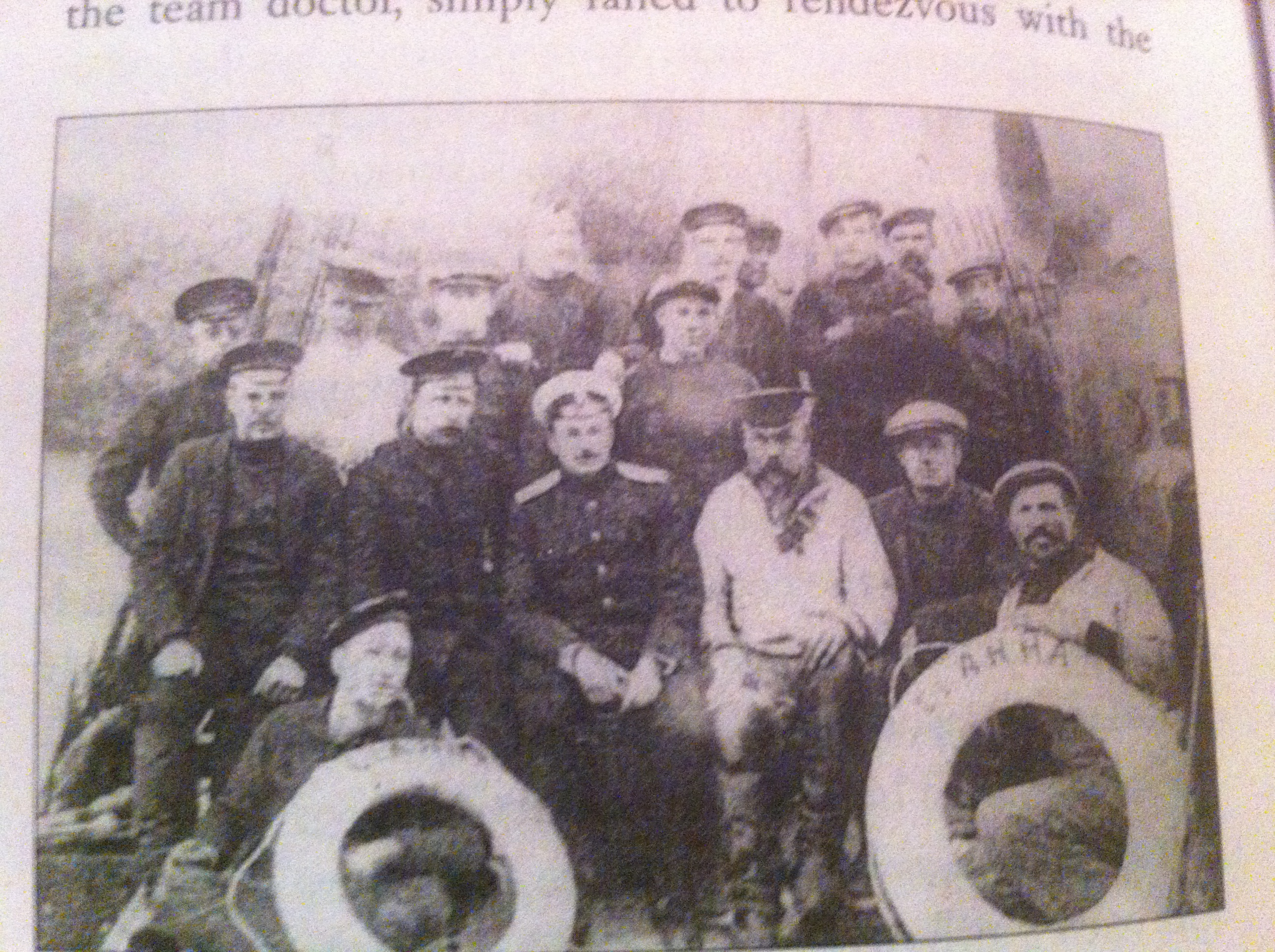
Les hommes du Sviataïa Anna.

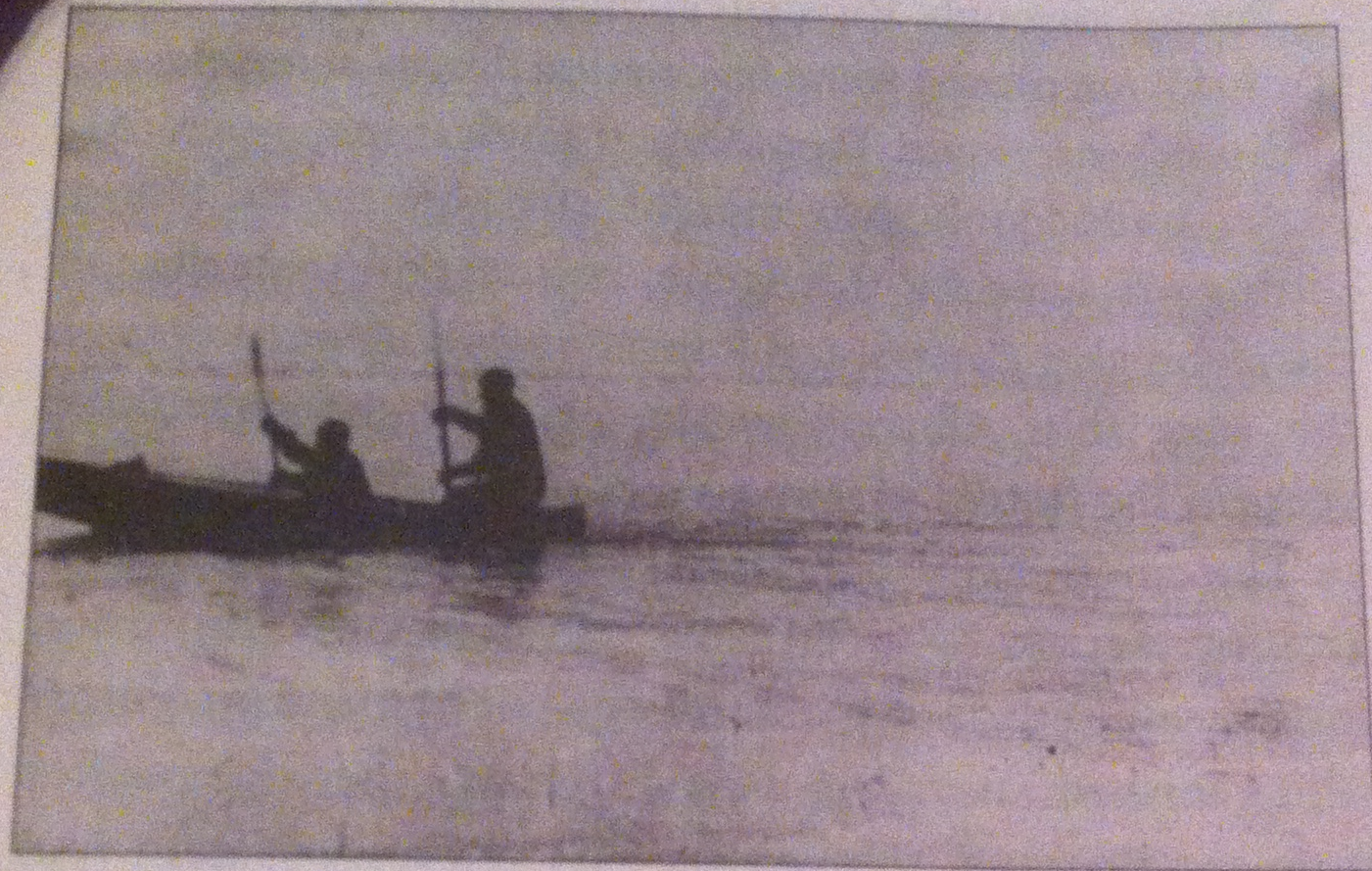
Albanov et Konrad approchant du Saint Foka dans leur kayak, quelques minutes avant leur sauvetage.

Fils d'un officier de marine, Lev Broussilov et neveu d'Alexeï Broussilov, il entre dans la marine en 1900.
Diplômé du Corps des cadets de la Marine (1903, 81e), Adjudant (21 février 1905), il participe en 1904-1905 à la guerre russo-japonaise puis, en 1910-1911, à une expédition hydrographique sur les brise-glace Taymyr et Vaygach, en mer des Tchouktches et en mer de Sibérie orientale.
En 1912, il organise et commande le Sviataïa Anna dans une expédition dont le but est de cartographier et explorer le passage du nord-est. À la mi-septembre, le navire, mal-préparé, est bloqué par les glaces en mer de Kara dans le détroit de Iougor près de la péninsule de Yamal. Broussilov décide d'hiverner et d'attendre la débâcle. Mais, contre toute attente, celle-ci ne vient pas et le navire ne cesse de dériver progressivement vers le nord.
Broussilov tombe alors gravement malade et doit rester alité. Plusieurs membres de l'équipage meurent du scorbut. La situation devient désespérée. La religieuse Erminia Alexandrovna Jdanko fait tout son possible pour soigner les hommes. Quatorze hommes, dirigés par le second Valerian Albanov, décident de tenter de rejoindre à pied et en kayak l'archipel François-Joseph. Seuls deux d’entre eux, Albanov et le marin Alexandre Konrad, parviennent enfin à atteindre le cap Flora où ils sont recueillis par le Saint-Foka de Gueorgui Sedov.
En 1914-1915, Otto Sverdrup et Vladimir Roussanov puis Nikifor Beguitchev et diverses autres expéditions sont envoyés au secours de Broussilov, en vain. Il faudra attendre 2010 pour qu'enfin des restes ainsi que des squelettes des membres de l'expédition et le carnet d'un homme d'équipage soient retrouvés.

## Hommage
Le premier phare du cap Dejnev a porté son nom.